# Karl Heinz Beckurts
Karl Heinz Beckurts (Rheydt, 16 de maio de 1930 — Straßlach próximo a Munique, assassinado em 9 de julho de 1986) foi um físico e gerente de pesquisa alemão.
Com Karl Wirtz escreveu um livro sobre física de nêutrons. Foi coeditor do periódico Nukleonik.
Juntamente com seu motorista, Eckhard Groppler, Beckurts foi morto por uma bomba às 7:32 da manhã de 9 de julho de 1986 em Straßlach, um distrito de Munique. A bomba foi detonada por um dispositivo de disparo eletrônico. A Fração do Exército Vermelho (RAF) assumiu a responsabilidade pelo atentado sob o nome "Kommando Mara Cagol", mas a identidade dos autores ainda é desconhecida. O Bundeskriminalamt apontou Horst Ludwig Meyer como o único suspeito pelo atentado; Meyer foi morto em 1999 pela polícia em Viena.